# Бумажные цветы
«Бума́жные цветы́» (хинди कागज़ के फूल, Kaagaz Ke Phool) — индийская чёрно-белая музыкальная мелодрама, снятая в 1959 году режиссёром Гуру Даттом.
В 2002 году по результатам опроса критиков и режиссёров британский журнал Sight & Sound включил «Бумажные цветы» в число величайших фильмов всех времён и народов (разделив 160—231 места с другими фильмами).

## Сюжет
Известный режиссёр Суреш Синх, снявший много популярных фильмов, ищет актрису на роль Паро в своём новом фильме. Его жена Вина, ненавидящая кино, переехала жить к родителям и забрала с собой их дочку, чтобы на неё не оказывали своё тлетворное влияние фильмы. Однажды режиссёр встречает девушку Шанти, в которой видит героиню Паро, и начинает продвигать её карьеру. Параллельно между ними вспыхивают романтические отношения.

## В ролях
| Актёр         | Роль                    |
| ------------- | ----------------------- |
| Вахида Рехман | Шанти                   |
| Гуру Датт     | Суреш Синха             |
| Кумари Нааз   | Прамила Синха           |
| Джонни Уокер  | Рокки                   |
| Махеш Кол     | Рай Бахадур Верма       |
| Вина          | Вина Варма / Вина Синха |
| Мину Мумтаз   | ветеринар               |
| Руби Майер    |                         |

## Награды и номинации
- Премия Filmfare Awards
  - 1960, награда в категории «лучший художник — чёрно-белый фильм» (М. Р. Ачрекар)
  - 1960, награда в категории «лучший оператор» (В. К. Мурти)